# Metlakatla
Metlakahtla est une localité d'Alaska CDP) aux États-Unis dans la région de recensement de Prince of Wales - Outer Ketchikan dont la population était de 1 419 habitants en 2011.

## Situation - climat
Elle est située sur la côte ouest de l'île Annette, à 24 km au sud de Ketchikan, et, par voie aérienne à 3 heures d'Anchorage et une heure et demie de Seattle.
Les températures vont de −2 °C à 6 °C en janvier et de 2 °C à 11 °C en juillet.

## Histoire

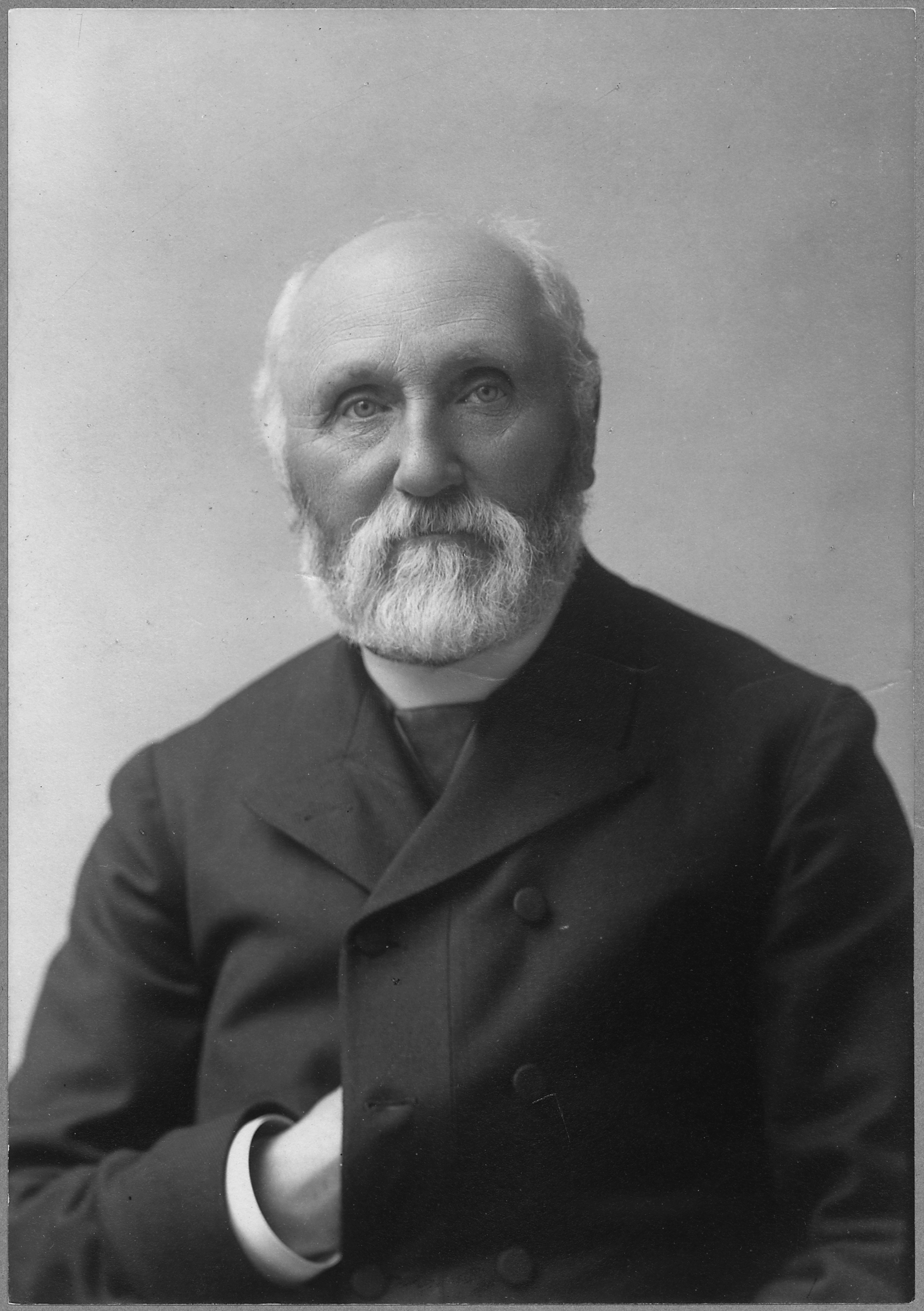
William Duncan

Son nom signifie saltwater channel passage (le chenal d'eau salée). Elle a été fondée par un groupe de Tsimshians venus de Prince Rupert en Colombie-Britannique en 1887 en quête de liberté religieuse. Un prêtre écossais, le révérend William Duncan, anglican, avait commencé sa prédication à Fort Simpson chez les Tsimshians dès 1857. En 1886, celui-ci alla à Washington pour demander au président Grover Cleveland une terre pour y héberger ses fidèles. L'île Annette fut alors choisie, et en 1890, il y avait déjà 823 habitants. Le Congrès a déclaré l'île comme étant une réserve fédérale en 1891.
Les habitants construisirent alors une église, une école, une scierie et une conserverie, ainsi que leurs propres maisons d'habitation, sous la férule de Duncan, jusqu'à sa mort en 1918.
En 1927, la communauté construisit une usine hydro-électrique et pendant la Seconde Guerre mondiale, l'armée américaine installa une base aérienne à quelques kilomètres de la ville, qui fut ensuite utilisée pour les vols commerciaux entre l'île et Ketchikan. l'United States Coast Guard a continué à y maintenir une base jusqu'en 1976.
La réserve de l'île Annette est encore actuellement la seule réserve fédérale pour les peuples indigènes d'Alaska.

## Économie locale et activités

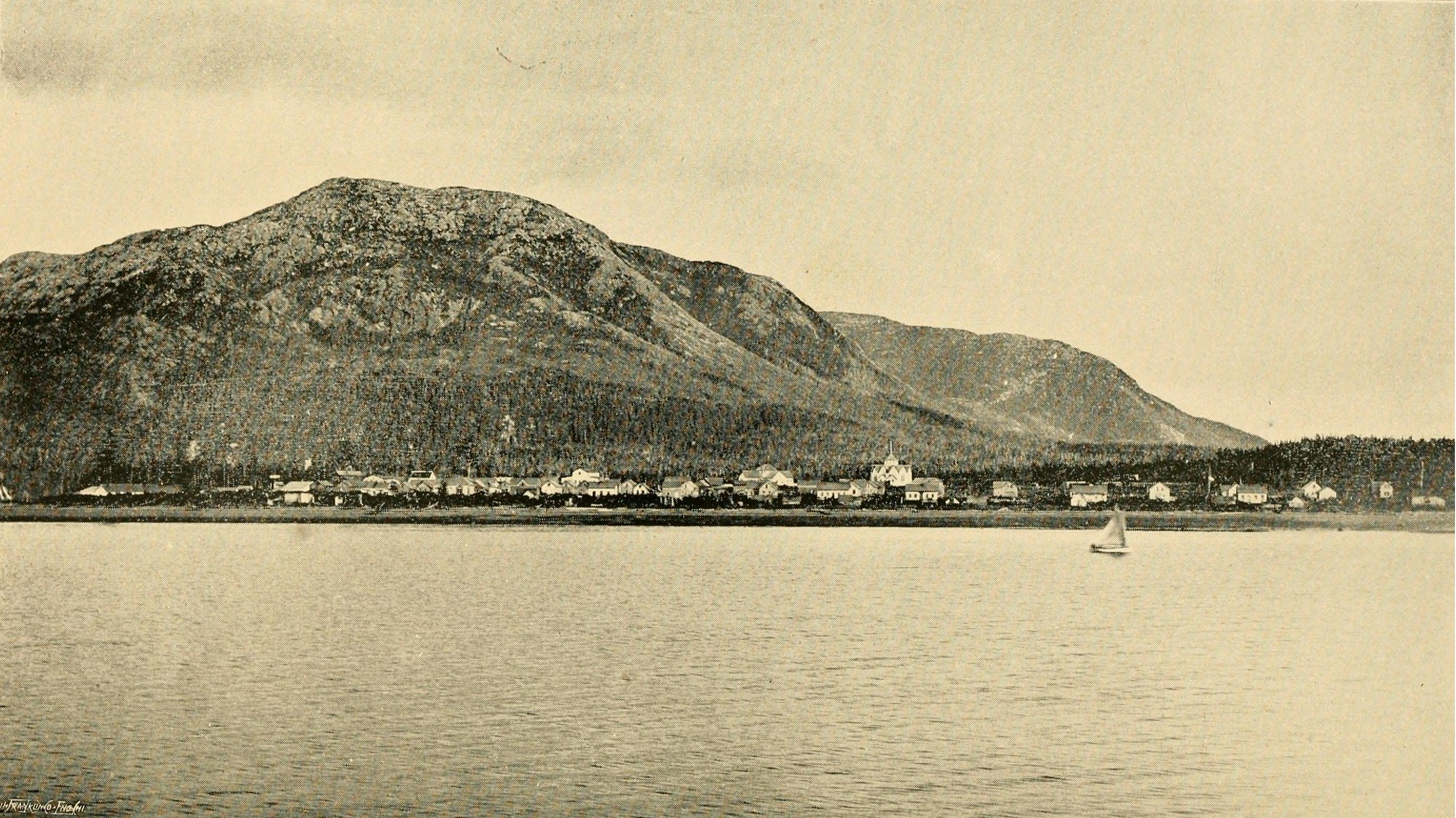
Metlakahtla en 1890

L'économie locale est basée sur la pêche, le traitement et la commercialisation du poisson, et les services. Comme il s'agit d'une réserve indienne, il n'y est perçu aucune taxe. Les habitants ont construit une écloserie de saumons sur le Tamgas Creek, qu'ils exploitent, tandis que la conserverie et les deux scieries ont cessé de fonctionner.
Trois écoles accueillent 279 élèves, l'aérodrome et les stations d'hydravions permettent déplacement et approvisionnement des habitants.

## Démographie
| 1890 | 1900 | 1910 | 1920 | 1930 | 1940 | 1950 | 1960 |
| ---- | ---- | ---- | ---- | ---- | ---- | ---- | ---- |
| 823  | 465  | 602  | 574  | 466  | 674  | 817  | 798  |

| 1970  | 1980  | 1990  | 2000  | 2010  | - | - | - |
| ----- | ----- | ----- | ----- | ----- | - | - | - |
| 1 050 | 1 056 | 1 407 | 1 375 | 1 405 | - | - | - |

## Sources et références
- (en) CIS

- (en) Cet article est partiellement ou en totalité issu de l’article de Wikipédia en anglais intitulé « Metlakatla, Alaska » (voir la liste des auteurs).

1. ↑  « Statistiques des États-Unis - Alaska - Profils des communautés de 2010 » (consulté en novembre 2020)